# Guatemala i olympiska vinterspelen 1988
Guatemala deltog med sex deltagare vid de olympiska vinterspelen 1988 i Calgary. Ingen av landets deltagare erövrade någon medalj.